# Gołoszyce
Gołoszyce is een plaats in het Poolse district  Opatowski, woiwodschap Święty Krzyż. De plaats maakt deel uit van de gemeente Baćkowice en telt 280 inwoners.